# セラニャ・バンク

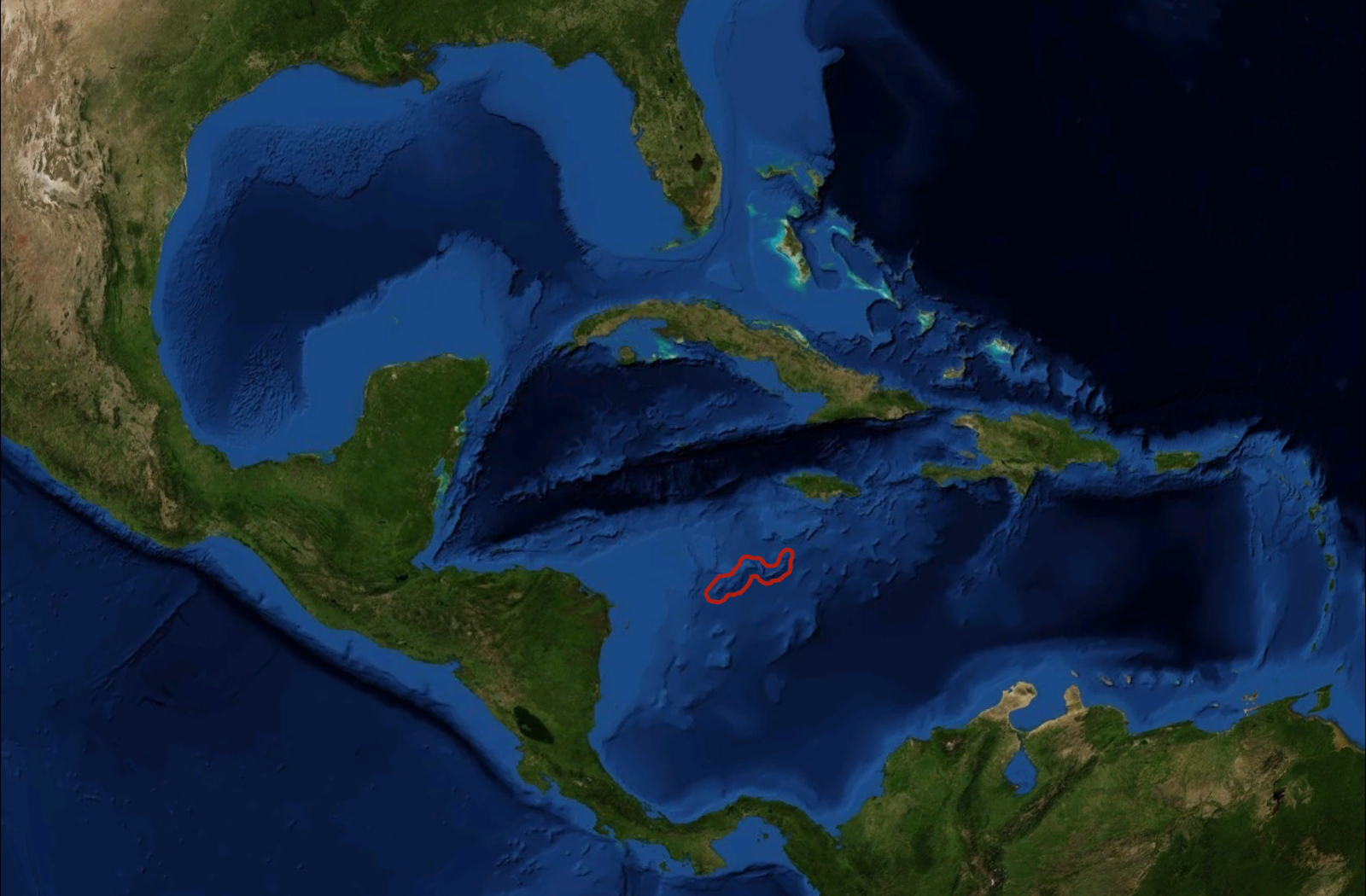
セラニャ・バンクの航空写真

セラニャ礁（セラニャしょう、Serranilla Bank、スペイン語：イスラ・セラニャ、Isla Serranilla、バンコ・セラニャ、Banco Serranilla）はニカラグアから北東の方のカリブ海に浮かぶ、小さな岩礁とウエスト・ブレーカー（West Breaker）、ミドル・キー（Middle Cay）、ビーコン・キー（Beacon Cay）などの小礁の島からなる礁であり、最も大きい礁は、ビーコン・キーである。合衆国領有小離島の1つだが、コロンビアなどと領有問題がある。

## 概要
岩礁は1510年にスペインの地図上で「プラセール・デ・ラ・セラニャ」（Placer de la Serranilla）の名前で最初に記載された。1820年にルイ・ミシェル・オリーが彼の船がこの場所で座礁して難破したとか言及した。アメリカはグアノ島法を利用し、1879年から1880年の間に礁を領有した。1962年のキューバ危機の際に、アメリカは海兵隊の軍事基地と灯台を建設し使っていた。この地域のグアノ島に対してアメリカの主張の多くは、1972年9月にコロンビアとの条約で公式に放棄された。しかし、セラニャ礁がこの協定に含まれていたかどうかはその後、議論となっていた。コロンビアは、1981年9月に発効した1972年の条約を通じて、セラニャ礁に対して様々な程度の主権を有するとアメリカによって認められている。1982年にいくつかの礁がコロンビアに返還されたが、アメリカ合衆国はセラニャ礁がそれらには含まれていないとし、合衆国未編入地域かつ領有小離島として実効支配している。特にウエスト・ブレーカー、ミドル・キー、ビーコン・キー、イースト・キーについて領有権を主張している。1882年から1986年にコロンビアはジャマイカと協定を結び、セラニャ礁と近くにあるバホヌエボ礁の領海内でジャマイカの船舶に規制漁業権を与えた。さらに1993年11月に、コロンビアとジャマイカはセラニャ礁とバホヌエボ礁間の指定水域で生物および非生物資源を共同で管理・開発する「共同体制区域」を設立する海洋境界条約に合意し1994年3月に発効した。
また、現在コロンビアは自国のサンアンドレス・プロビデンシア県に所属するとし領有権を主張している。またホンジュラスも自国の一部だと領有権を主張している。
しばしばロブスター漁師が礁に訪れるが、上陸には特別な許可が必要である。